# 小諸バイパス
小諸バイパス（こもろバイパス）は、長野県小諸市を通る国道18号のバイパスである。

## 概要
- 起点 : 長野県小諸市四ッ谷（四ッ谷交差点）
- 終点 : 長野県小諸市西原（西原交差点）
- 全長 : 4.92km
- 道路規格 : 第3種山地部
- 最急縦断勾配 : 5%
- 最小曲線半径 : 500m
- 標準幅員 : 15.5m
- 事業費 : 5億5600万円

それまで小諸市街に入り込み、大型車の通行の支障をきたしていた国道18号の輸送力向上を目的に建設された。

## 交差する道路
- 上側が起点側、下側が終点側。左側が上り側、右側が下り側。
- 交差する道路の特記がないものは市道。

| 交差する道路            | 交差する道路            | 交差する場所 | 高崎から (km) |
| ----------------------- | ----------------------- | ------------ | ------------- |
| 国道18号                |                         |              |               |
| -                       | 国道141号               | 四ッ谷       |               |
| 県道134号馬瀬口小諸線   | 県道134号馬瀬口小諸線   | 加増         |               |
| 県道80号小諸軽井沢線    | 県道131号峰の茶屋小諸線 | 小諸警察署前 |               |
| -                       | 県道130号菱野筒井線     | 坂の上中央   |               |
| 県道130号菱野筒井線     |                         | 平林         |               |
| 県道79号小諸上田線      | 県道79号小諸上田線      | 諸           |               |
| -                       | 国道141号               | 西原         |               |
| 国道18号 長野・上田方面 |                         |              |               |

## 沿革
- 1960年（昭和35年）12月 : 測量開始。
- 1961年（昭和36年）1月 : 本体着工。
- 1966年（昭和41年）9月 : 完成[1]。